# Jörn-Felix Alt

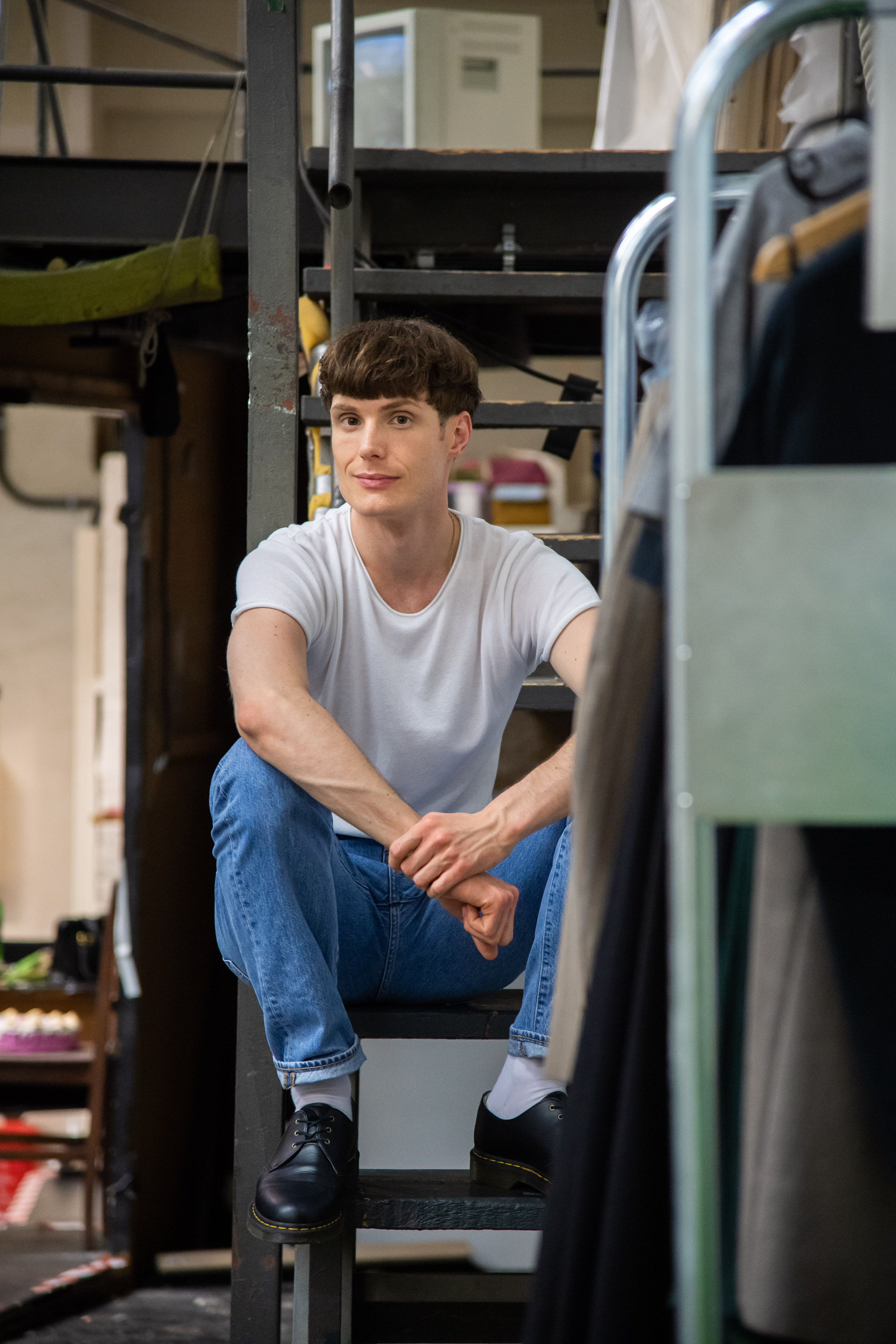
Jörn-Felix Alt (2018)

Jörn-Felix Alt (* 1988 in Waiblingen) ist deutscher Schauspieler, Sänger und Choreograph, Regisseur.

## Leben und Karriere
Jörn-Felix Alt wuchs in der Nähe von Stuttgart auf und war bereits als Kind am Stadttheater Heilbronn engagiert sowie Mitglied im Ensemble der „Jungen Oper“ der Staatsoper Stuttgart.
2007 zog Alt nach Berlin, um dort an der Universität der Künste im Fach Musical zu studieren. Bereits in den ersten Jahren seines Studiums war er in Produktionen am Anhaltischen Theater in Dessau, an der Musikalischen Komödie in Leipzig und an der Neuköllner Oper in Berlin zu sehen.
Noch während seines letzten Studienjahrs übernahm Alt die Titelrolle der Revue Yma – zu schön, um wahr zu sein am Friedrichstadt-Palast Berlin und verkörperte diese über zwei Spielzeiten.
In den darauffolgenden Jahren war Jörn-Felix Alt neben einiger deutschen Bühnen unter anderem in Österreich am Wiener Raimund Theater, am Wiener Ronacher und mehrfach in der Schweiz am Theater St. Gallen engagiert. Er spielte den Tony in West Side Story bei den Schlossfestspielen Schwerin, den Radames in Aida bei den Thunerseespielen sowie den Albert im Märchen im Grand Hotel am Staatstheater Nürnberg. 2019 machte Alt sein Debüt an der Komischen Oper Berlin in der Rolle des Jani Hatschek in Paul Abrahams Operette Roxy und ihr Wunderteam. Der Tagesspiegel beschrieb Alt: „Eine echte Entdeckung, vokal wie schauspielerisch“. Im gleichen Jahr holte ihn die Volksoper Wien zurück nach Österreich für die Rolle des Clifford Bradshaw im Musical Cabaret. Mehrere Rollen folgten an beiden Häusern sowie Engagements unter anderem an der Oper Dortmund und der Staatsoperette Dresden. Kritiker Kevin Clarke schrieb über seine Darbietung in der Blume von Hawaii an der Komischen Oper Berlin: “Not only can he dance like Fred Astaire, he also sings with crystal clear diction and a real sense of Broadway style: easy, natural, irresistible.”
Neben seiner Tätigkeit als Darsteller ist Jörn-Felix Alt auch als Choreograph und Regisseur tätig. 2013 verfasste und inszenierte er gemeinsam mit Dominik Wagner das Musical Sarg Niemals Nie an der Neuköllner Oper Berlin. Dieses wurde anschließend an Theatern wie der Bar jeder Vernunft Berlin und dem Kammertheater Karlsruhe gespielt. Er choreographierte Musicals, Operetten und Opern an Häusern wie der Staatsoperette Dresden, der Oper Dortmund und dem Landestheater Linz.
2019 gewann Jörn-Felix Alt den Deutschen Musical Theater Preis der Deutschen Musical Akademie in der Kategorie „Beste Choreographie“.

## Regie/Choreographie
- 2013 Sarg Niemals Nie – Neuköllner Oper, Berlin (Choreographie und Co-Regie)
- 2018 Go Trabi Go – Comödie Dresden (Choreographie) / Deutscher Musical Theater Preis für Beste Choreographie
- 2020 Songs for a New World – Oper Dortmund (Choreographie)
- 2020 The Fantasticks – Staatsoperette Dresden (Choreographie)
- 2021 Aida – Landestheater Linz (Choreographie)
- 2022 Casanova – Staatsoperette Dresden (Choreographie)

## Bühnenauftritte (Auswahl)
- 2010 One Touch of Venus – Anhaltisches Theater, Dessau – Rolle: Sam
- 2012 Crazy for You – Musikalische Komödie, Leipzig – Rolle: Moose
- 2010 Mein Avatar und ich – Neuköllner Oper, Berlin – Rolle: John
- 2011 YMA – zu schön, um wahr zu sein – Friedrichstadtpalast, Berlin – Yma
- 2012 Elisabeth – Raimund Theater, Wien – Rolle: Fürst Schwarzenberg und Cover Franz Joseph
- 2013 Natürlich Blond – Ronacher Theater, Wien – Rolle: Warner Huntington III
- 2014 Aida – Thunerseespiele – Rolle: Radames
- 2014 Hair – Theater Trier – Rolle: Claude
- 2015 Ich war noch niemals in New York – Theater des Westens, Berlin – Rolle: Stewart und Cover Fred
- 2015 West Side Story – Theater St. Gallen – Rolle: Riff
- 2016 Stella – Das blonde Gespenst vom Kurfürstendamm – Neuköllner Oper, Berlin – Rolle: Rolf Israel Isaaksohn
- 2017 West Side Story – Schlossfestspiele Schwerin – Rolle: Tony
- 2017 Hairspray – Oper Dortmund – Rolle: Link Larkin
- 2017 On the Town – Theater St. Gallen – Rolle: Ozzie
- 2018 Hello, Dolly! – Theater St. Gallen – Rolle: Cornelius Hackl
- 2019 Roxy und ihr Wunderteam – Komische Oper, Berlin – Rolle: Jani Hatschek
- 2019 Cabaret – Volksoper Wien – Rolle: Clifford Bradshaw
- 2021 Märchen im Grand Hotel – Staatstheater Nürnberg – Rolle: Albert
- 2021 Roxy und ihr Wunderteam – Volksoper Wien – Rolle: Gjurka Karoly
- 2021 Berlin Skandalös – Oper Dortmund – Rolle: Gigolo
- 2021 Die Blume von Hawaii – Komische Oper, Berlin – Rolle: Joker Jim
- 2022 Zwei Krawatten – Staatsoperette Dresden – Rolle: Jean
- 2022 Cabaret – Oper Dortmund – Rolle: Clifford Bradshaw
- 2024 Chicago – Komische Oper Berlin – Rolle: Billy Flynn

## Auszeichnungen
- 2006 1. Platz Landeswettbewerb Jugend musiziert in der Kategorie Musical
- 2009 Förderpreis Juniorwettbewerb des Bundeswettbewerbs Gesang Berlin
- 2019 Deutscher Musical Theater Preis für Beste Choreographie (Go Trabi Go)